# Lo que trae la luna
Lo que trae la luna (título original en inglés: What the Moon Brings) es un poema en prosa de 1922 del escritor norteamericano H. P. Lovecraft.

## Elaboración y publicación
Compuesto el 5 de junio de 1922, se publicó por primera vez en el National Amateur en mayo de 1923 y póstumamente en la antología de 1943 Beyond the Wall of Sleep.
Esencialmente un fragmento, se basa en uno de los sueños de Lovecraft.

## Argumento
Contada en primera persona desde el punto de vista de un narrador sin nombre, describe un paisaje de sueños surrealista. El narrador deambula por su jardín una noche y, a la luz de la luna, es testigo de muchos lugares extraños.